# Cibo Matto (EP)
Cibo Matto è l'EP di debutto dell'omonima band statunitense pubblicato nel 1995.

## Tracce
1. Beef Jerky - 2:28
2. Birthday Cake - 3:15
3. Know Your Chicken - 4:21
4. Black Hole Sun - 5:18
5. Crumbs - 3:04